# Bernhard Jope
Bernhard Jope (10 de maio de 1914 - 31 de julho de 1995) foi um oficial alemão que serviu na Luftwaffe durante a Segunda Guerra Mundial. Foi condecorado com a Cruz de Cavaleiro da Cruz de Ferro com Folhas de Carvalho.

## Condecorações
| Cruz Espanhola em Bronze com Espadas                             |                        |
| Cruz de Ferro (1939) 2ª Classe                                   | 27 de setembro de 1939 |
| Cruz de Ferro (1939) 1ª Classe                                   | 12 de setembro de 1940 |
| Cruz Germânica em Ouro                                           | 5 de fevereiro de 1942 |
| Cruz de Cavaleiro da Cruz de Ferro                               | 30 de dezembro de 1940 |
| Cruz de Cavaleiro da Cruz de Ferro com Folhas de Carvalho nº 431 | 24 de março de 1944    |
| Mencionado na Wehrmachtbericht                                   | 29 de outubro de 1940  |